# Mylothris leonora
Mylothris leonora är en fjärilsart som beskrevs av Krüger 1928. Mylothris leonora ingår i släktet Mylothris och familjen vitfjärilar. Inga underarter finns listade i Catalogue of Life.